# Matilde de Brabant

Antiga senyera d'Artois

Matilde de Brabant, nascuda el 1224, morta el 29 de setembre de 1288, era filla d'Enric II, duc de Brabant i de Maria de Hohenstaufen o de Suàbia.
Es va casar en primeres noces a Compiègne el 14 de juny de 1237 amb Robert I (1216 † 1250), fill de Lluís VIII de França i de Blanca de Castella, i va donar a llum a:
- Blanca (1248 † 1302), casada amb el rei Enric I de Navarra i després amb Edmund de Lancaster, un príncep segon anglès.
- Robert II (1250 † 1302), comte d'Artois

Robert va morir a Mansura durant la setena croada i Matilde es va casar de nou abans de 1254 a Guiu III de Châtillon-Saint-Pol († 1289), comte de Saint Pol. Van tenir a:
- Hug († 1307), comte de Blois
- Guiu IV († 1317), comte de Saint-Pol
- Jaume I († Courtrai 1302), senyor de Leuze
- Beatriu († 1304), casada a Joan I de Brienne, comte d'Eu
- Joana, casada amb Guillem III de Chauvigny, senyor de Châteauroux
- Gertrudis, casada amb Florenci, senyor de Malines